# Trachymene
- Commons
- Wikispecies

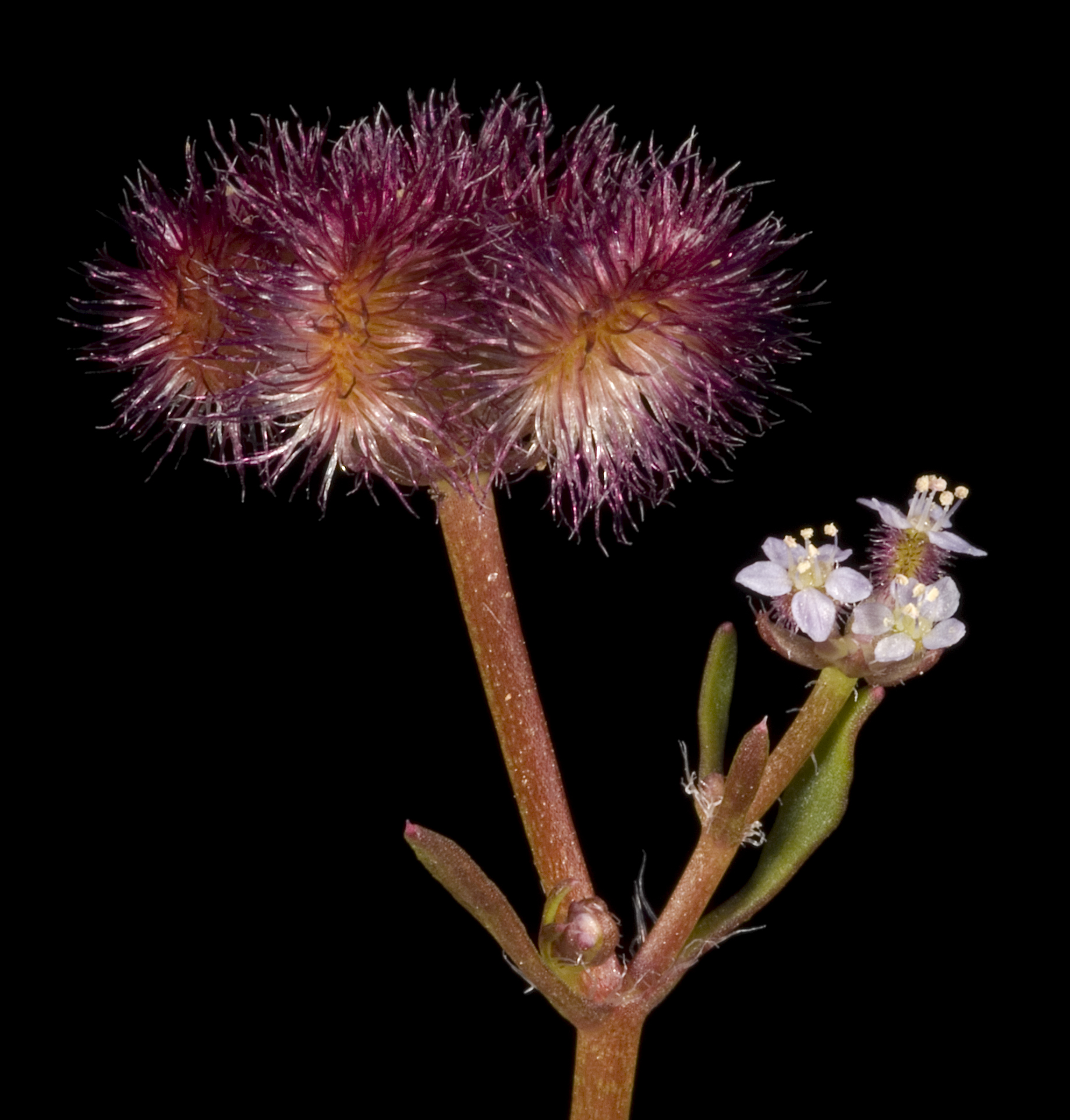
Trachymene cyanopetala

Trachymene é um género botânico pertencente à família Araliaceae.

## Espécies
- Trachymene ceratocarpa
- Trachymene croniniana
- Trachymene cyanopetala